# Calcáreo

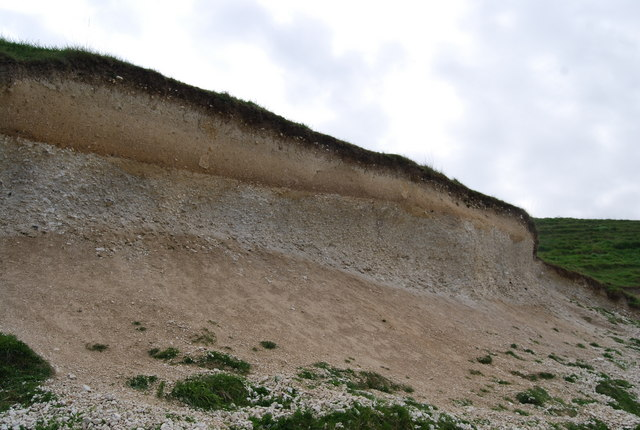
Una arenisca calcárea en el Parque Seven Sisters, Inglaterra.

Calcáreo es un adjetivo que significa "compuesto mayoritariamente o en parte de carbonato de calcio", en otras palabras, que contiene cal o que es calizo. El término es utilizado en diferentes disciplinas científicas.

## En zoología
Calcáreo es utilizado como un término anatómico de estructuras compuestas principalmente de carbonato de calcio, en animales como gasterópodos, i.e., caracoles, específicamente sobre estructuras como el opérculo, el clausilium y el dardo de amor.[cita requerida]
El término también se aplica a las testas de carbonato de calcio de los foraminiferos más o menos microscópicos. No todas las  testas son calcáreas; las diatomeas y los radiolarios tienen testas silíceas.
Los moluscos son organismos calcáreos, al igual que las esponjas calcáreas (Calcarea), que tienen espículas de carbonato de calcio.

## En botánica
Los prados calcáreos son una forma de pastizales característica de suelos que contienen mucho carbonato de calcio que proviene de suelos de roca caliza.
Algunas especies de algas verdes segmentadas son calcáreas como el género Halimeda.
Los cocolitóforos son algas calcáreas unicelulares. Se distinguen por estar cubiertos de placas (o escamas) distintivas de carbonato de calcio denominadas cocolitos, que son microfósiles importantes.

## En medicina
El término es usado en patología, por ejemplo en la conjuntivitis calcárea, o cuándo se hace referencia a unametástasis calcárea o depósitos calcáreos, los cuales pueden ser extraídos mediante cirugía.

## En geología

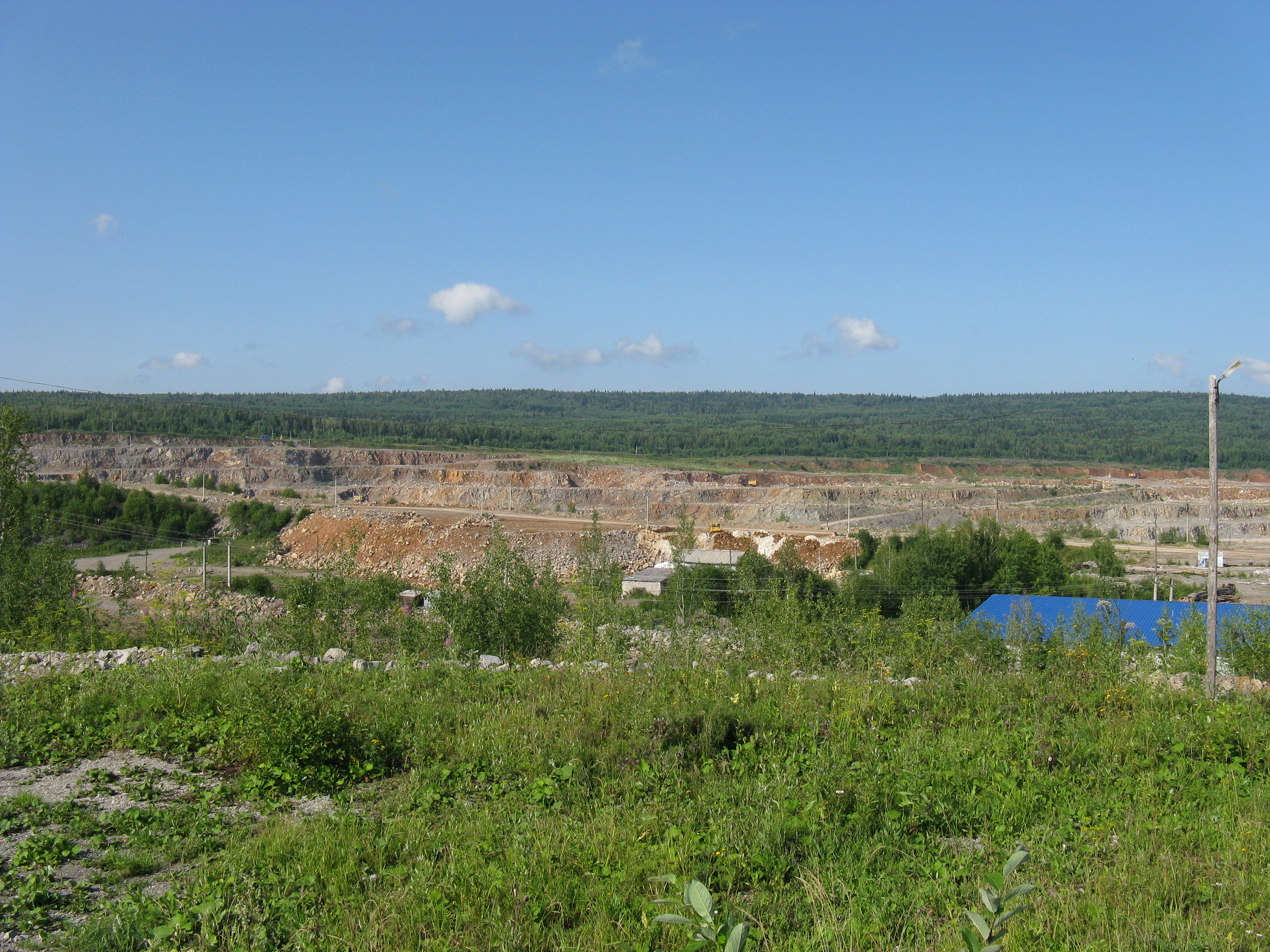
Mina calcárea en Perm Krai, Rusia.

El término calcáreo puede ser aplicado a un sedimento, una roca sedimentaria o al tipo de suelo que contenga una alta proporción de carbonato de calcio en forma de calcita o aragonita. 

### Sedimentos marinos
Los sedimentos calcáreos generalmente se acumulan en aguas superficiales cercanas a las costas ya que el carbonato es precipitado por microorganismos marinos que necesitan nutrientes derivados de la tierra. Entre más lejos caigan los sedimentos de la tierra, menos calcáreos serán. Algunas zonas pueden tener invertebrados calcáreos debido a tormentas y cambios en las corrientes oceánicas.
El exudado calcáreo es una forma de carbonato de calcio que es producto de organismos plactónicos que se acumularon y precipitaron en el fondo oceánico. Sin embargo este exudado solo se puede formar por encima de la profundidad de compensación del carbonato (CCD). Bajo esta profundidad, el carbonato de calcio empieza a disolverse en el océano y solo los sedimentos no calcáreos se vuelven estables, así como los exudados silíceos o la arcilla roja pelágica.

### Suelos calcáreos
Los suelos calcáreos son relativamente alcalinos, con un pH alto. Esto es debido a la acidez muy débil del ácido carbónico. Están caracterizados por la presencia de carbonato de calcio en el material madre y puede tener un horizonte cálcico, una capa de acumulación secundaria de carbonatos (normalmente calcio o Mg) en exceso de un 15% de carbonato de calcio equivalente al menos en 5% más carbonato que la capa subyacente.

### Lista de lagos calcáreos
- Thompson Pond

## Depósitos antropogénicos
Los depósitos calcáreos se pueden forman en tuberías que transportan agua dura.

## En electroquímica
Los recubrimientos calcáreos, o depósitos calcáreos, son mezclas de carbonato de calcio e hidróxido de magnesio que se ponen en las superficies de cátodos protegidos para evitar que el pH aumente en las superficies adyacentes.